# Danny Nelissen
Daniel Wilhelmus Maria Nelissen, detto Danny (Sittard, 10 novembre 1970), è un ex ciclista su strada olandese.

## Palmarès

### Olimpiadi
- 1 medaglia:
  - 1 oro (Duitama 1995 nella corsa in linea dilettanti)